# Typhlacontias
Typhlacontias – rodzaj jaszczurek z podrodziny Scincinae w rodzinie scynkowatych (Scincidae).

## Zasięg występowania
Rodzaj obejmuje gatunki występujące w Czarnej Afryce. 

## Systematyka

### Etymologia
Typhlacontias: gr. τυφλος tuphlos „ślepy”; ἀκοντιας akontias „szybko uderzający wąż”.

### Podział systematyczny
Do rodzaju należą następujące gatunki:
- Typhlacontias brevipes
- Typhlacontias gracilis
- Typhlacontias johnsonii
- Typhlacontias kataviensis
- Typhlacontias punctatissimus
- Typhlacontias rohani
- Typhlacontias rudebecki